# NGC 3055
NGC 3055 ist eine Balken-Spiralgalaxie vom Hubble-Typ SBc im Sternbild Sextant. Sie ist schätzungsweise 75 Millionen Lichtjahre von der Milchstraße entfernt.
Das Objekt wurde am 24. Januar 1784 von Wilhelm Herschel entdeckt.